# Rapallo
Rapallo es un comune de Italia perteneciente a la ciudad metropolitana de Génova, en la región de Liguria. Tiene una población de 29 420 habitantes (ISTAT 2024).

## Geografía

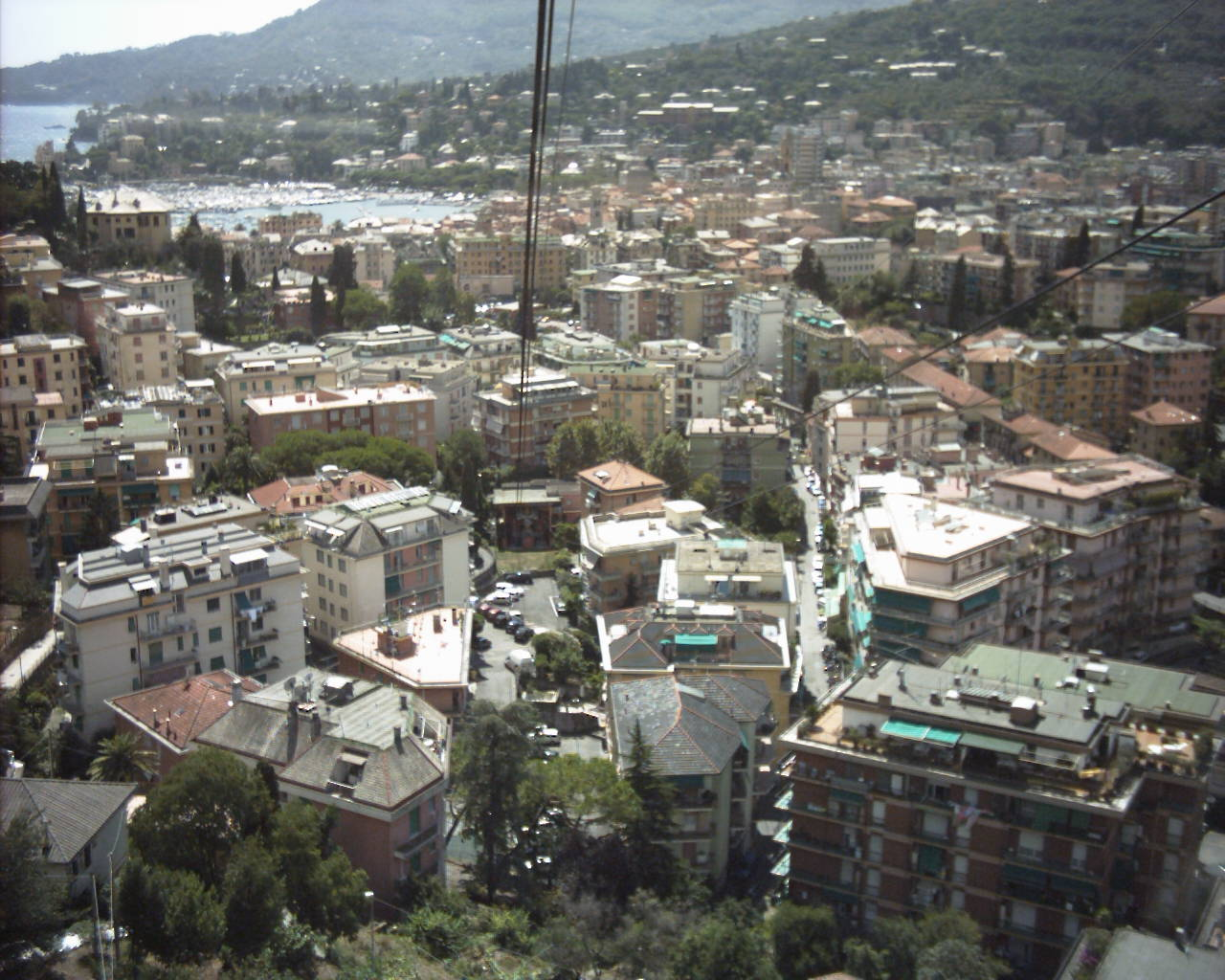
Vista de la ciudad

Dista unos 30 km de la capital regional. Se trata de la sexta comuna más populosa de la Liguria. Rapallo se encuentra en la parte occidental del golfo del Tigullio. La ciudad se extiende desde la costa hasta las colinas. Entre varios esteros que recorren el territorio, el más importante es el Boate, llamado también históricamente "Bogo", el cual divide en dos a la ciudad.
A la ciudad se le asignó en el año 2006 la Bandiera Blu (Bandera azul) por la calidad de los servicios del puerto turístico (Porto Carlo Riva). La comuna forma parte de la zona geográfica llamada Tigullio.

## Historia
El más antiguo núcleo habitado conocido se remonta al año 700 a. C. Esta fecha ha sido establecida gracias al descubrimiento, en 1911, de una tumba situada en el actual sector de Santa Ana. En las excavaciones fueron encontrados diversos objetos sagrados, entre ellos una urna cineraria en terracota con cruz gamada que contenía huesos humanos; una punta de lanza realizada en hierro, un vaso y un brazalete de oro en forma de serpiente. Según los primeros estudios efectuados sobre los huesos es posible determinar que son de un hombre de origen etrusco o griego. El material se ha perdido y no se ha podido confrontar con los nuevos descubrimientos prehistóricos de la necrópolis vecina, en Chiavari, dejando en la incertidumbre los orígenes de los primeros habitantes del poblado.
En el año 643 el rey Rotari, soberano de Longobardi, después de haber conquistado las tierras de la Liguria, creó entre Zoagli y Rapallo un destacamento militar para la defensa en contra de sus rivales bizantinos, mientras los ambrosianos —los aliados de  Sant'Ambrogio— constituyeron el primer templo religioso en la Piève Ambrosiana, una de las más antiguas de la Liguria, junto a las de Uscio, Pieve Ligure e Recco.

## Demografía
| Gráfica de evolución demográfica de Rapallo entre 1861 y 2001 |
|                                                               |
| Fuente ISTAT - elaboración gráfica de Wikipedia               |